# Тупољев АНТ-36
Тупољев АНТ-36/ДБ-1, (рус. Туполев АНТ-36/ДБ-1), је био совјетски једномоторни бомбардер дугог долета из периода 1930-их година. Пројектовао га је ОКБ 156 Тупољев (Опитни конструкциони биро - Тупољев) пројектант је био П.O. Сухој.

## Пројектовање и развој
Авион Тупољев АНТ-36/ДБ-1 је препројектован авион Тупољев АНТ-25 тј. прилагођен војним потребама. Главни пројектант је као и за АНТ-25 био П. О. Сухој.. Декларисан је као бомбардер далеког домета а у ствари је планиран као авион за растурање хемијског оружја. До примене овог авиона у војне сврхе никада није дошло, али је авион послужио за бројне експерименте тако да се за њега слободно може рећи да је био експериментални авион. У два ова авиона су мотори замењени моторима Junkers Jumo 4 дизел-моторима који су се касније производили као совјетски мотори АН-1 дизел. Уградњом ових мотора у авион АНТ-36/ДБ-1 овим авионима се смањила максимална брзина лета али су знатно повећани долети. У пролеће 1936. године једним авионом АНТ-36/ДБ-1 са дизел-мотором направљен је непрекидан лет од 25.000 km. Други правац експериментисања са овим авионом је било стварање совјетског „стратосферског“ авиона тај пројект је носио ознаку БОК по (бироу особних (посебних) конструкција) који је у ЦАГИ-институту водио В. А. Чижевски Прва верзија авиона за освајање висина је био БОК-1, кабина под притиском, са мотором Микулин М-34РН са турбопуњачем са којим је пилот П. Стефановски постигао висину од 10.700 m. Касније је тим авионом постигнута висина од 14.100 m када је мотор замењен новим Микулин М-34РНВ са два турбопуњача. Нова модификација авиона БОК-7 са новом кабином за двочлану посаду и мотором Микулин М-34ФРН са два супер пуњача је направљена 1938. године.

### Технички опис
Авион Тупољев АНТ-36/ДБ-1 је нискокрилни, једнокрилни авион металне конструкције са једним клипно елисним, водом хлађен линијским мотором, који је постављен у носу авиона. На авиону АНТ-36/ДБ-1 је уграђен мотор Микулин АМ-34Р, V-распореда са 12 цилиндара, снаге 820 KS. Авион има увлачећи стајни трап са две основне ноге, на коју су постављена по два точка „близанци“, смештана испод крила авиона. Точкови су се увлачили у крило авиона до половине пречника точкова. Трећа ослона тачка је не увлачећи точак која се налази на репу авиона. У крила авиона су били смештени резервоари за гориво и уље за подмазивање. Укупна количина горива која се могла сместити у резервоаре, који су се простирали скоро целом дужином крила износила је импресивних 6.100 kg а уља 350 kg. Крила су била трапезастог облика са заобљеним врхом а авион је због веома великог распона јако подсећао на једрилицу. Крила, кормило правца и хоризонтални стабилизатори су били металног костура обложена алуминијумским лимом. Изузетна аеродинамичка форма крила и авиона је омогућила да авион понесе толику количину горива а тиме и постигне толико велики долет. Захваљујући томе унутрашњи простор трупа авиона био је ослобођен за смештај наоружања и додатних резервоара. Труп авиона се састојао из два дела, предњи који је направљен из једног дела и обухвата све до задње ивице крила, и репног дела који садржи део трупа и реп са кормилима. Репни део трупа је елипсастог попречног пресека. На предњој страни трупа се налази мотор који је противпожарном преградом одвојен од кабине у којој има простора за смештај трочлане посаде. Труп је металне конструкције а оплата је од алуминијумског лима причвршћена закивцима за костур авиона. Посада је смештена у посебну затворену кабину под притиском и опремљену системом за грејање. АНТ-36/ДБ-1 је био опремљен у то време најсавременијом навигационом и радио опремом.

## Оперативно коришћење
Укупно је произведено 20 примерака авиона АНТ-36/ДБ1 и 2 примерка АНТ-25. Сви ови авиони су били стационирани на аеродрому Исмаилова недалеко од Москве од пролећа 1936. године и са њима су вршени разни експеримети. Поред обарања рекорда у висини и дањини лета планирано је да се овим авионом АНТ-36/ДБ1 варијанта БОК-7 направи лет око земљине кугле на нивоу 53° географске ширине. Планирано је да се лет обави 1939. или 1940. године и да га обави пилот А. И. Филин један од пробних пилота који је са пилотом М. М. Громов-им 1934. године поставио дањински рекорд летећи по затвореном кругу авионом АНТ-25. Међутим, пошто је пилот Филин затворен у Стаљиновим чисткама овај лет је одложен за касније, а касније се није могло јер је почео Други светски рат. Авион АНТ-36/ДБ1 је био безначајан у војном погледу, зато је врло брзо и избачен из војне употребе већ 1937. године, малтене одмах после завршетка серијске производње. Разлози су били у следећем:
- ниска максимална брзина за бомбардера па није у стању побећи савреминим ловцима,
- велике димензије авиона па је лака мета како за ловце тако и за против авионску артиљерију (ПАА),
- за растурање хемијског оружја није био погодан јер није то могао да врши из бришућег лета због рањивост ПАА, а са велике висине није било могуће због нетачности у погађању циљева.

Авион је био у експерименталној употреби све до почетка рата, а његов допринос за развој совјетског ваздухопловства је био непроцењив.

## Земље које су користиле овај авион
| - СССР |